# Football Club Lahti
Il Football Club Lahti è una società calcistica finlandese con sede nella città di Lahti. Nella stagione 2025 gioca nella Ykkösliiga, la seconda serie del campionato finlandese di calcio. Gioca le partite casalinghe nel Lahden Stadion.

## Storia
Il club nacque nel 1996 dalla fusione di due società della città finlandese di Lahti, il Lahden Reipas che, fondato nel 1891, aveva vinto fino a quel momento 3 campionati nazionali e 7 Coppe di Finlandia, e il Kuusysi che, fondato nel 1969, vantava la vittoria di 5 edizioni del campionato e 2 della Coppa.
Nel 1998 il Lahti vinse l'Ykkönen e fu promosso in Veikkausliiga, la massima serie del campionato finlandese di calcio. Nel 2002 raggiunse la finale di Coppa di Finlandia, venendo sconfitto per 4-1 dall'Haka. Nel 2004 Jari Litmanen è ritorna in Finlandia per vestire la maglia del Lahti, squadra nata dalla sua vecchia squadra, il Lahden Reipas, dove viene osannato e il suo ritorno definito "Il ritorno del re". Grazie anche al ritorno di Litmanen alla finale di Liigacup, vinta dall'Allianssi ai rigori sul Lahti, assistono circa 12 850 spettatori.
Dopo aver perso anche la finale del 2005 sempre contro l'Alliansi, il Lahti nel 2007 ha vinto il primo trofeo della sua storia, la Coppa di Lega finlandese, sconfiggendo l'Inter Turku ai tiri di rigore. La vittoria della Coppa di Lega consentì al Lahti di partecipare alla UEFA Europa League 2009-2010: dopo aver superato i primi due turni ai danni di Dinamo Tirana e Gorica, il cammino del Lahti si interruppe al terzo turno contro il Club Brugge. Nella stagione 2010 il Lahti retrocesse in Ykkönen per la prima volta, terminando il campionato al quattordicesimo ed ultimo posto, per poi tornare in massima serie dopo un solo anno.
Il Lahti tornò a vincere la Coppa di Lega nel 2013 vincendo la finale per 2-1 sul JJK. Il terzo posto conquistato al termine della Veikkausliiga 2014 permise al Lahti di tornare a competere in UEFA Europa League per l'edizione 2015-2016, senza però riuscire a superare il primo turno, venendo eliminato dall'Elfsborg. Nel 2016 ha conquistato la sua terza coppa sconfiggendo l'SJK ai rigori. Prende parte alle qualificazioni di UEFA Europa League 2018-2019, ma venendo eliminati al primo turno dall'Hafnarfjörður, perdendo per 3-0 all'andata e pareggiando 0-0 in Islanda. Ha chiuso la Veikkausliiga 2018 all'ottavo posto con 40 punti.

## Allenatori
- 1997  Harri Kampman
- 1998-1999  Esa Pekonen (fino al 30 agosto 1999)
- 1999-2001  Jari Pyykölä
- 2002-2005  Harri Kampman
- 2006-2007  Antti Muurinen (fino al 10 ottobre 2007)
- 2007  Luciano Martins
- 2008-2010  Ilkka Mäkelä
- 2011-2013  Tommi Kautonen (fino al 4 giugno 2013)
- 2013  Juha Malinen
- 2014-2018  Toni Korkeakunnas (fino al 30 settembre 2018)
- 2018-2019  Sami Ristilä
- 2020-  Ilir Zeneli

## Palmarès

### Competizioni nazionali
- Liigacup: 3

2007, 2013, 2016
- Ykkönen: 2

1998, 2011

### Altri piazzamenti
- Campionato finlandese:

Terzo posto: 2008, 2014
- Suomen Cup:

Finalista: 2002
Semifinalista: 2000, 2009, 2011, 2014, 2016, 2020, 2022
- Liigacup:

Finalista: 2004, 2005
Semifinalista: 2008, 2024

## Statistiche

### Partecipazione ai campionati
| Livello | Categoria     | Partecipazioni | Debutto | Ultima stagione | Totale |
| ------- | ------------- | -------------- | ------- | --------------- | ------ |
| 1º      | Veikkausliiga | 19             | 1999    | 2019            | 19     |
| 2º      | Ykkönen       | 3              | 1997    | 2011            | 3      |

## Organico

### Rosa 2020
Rosa aggiornata al 6 marzo 2020.
| N. |                      | Ruolo | Calciatore                |
| -- | -------------------- | ----- | ------------------------- |
| 2  | Finlandia (bandiera) | D     | Timi Lahti                |
| 5  | Finlandia (bandiera) | D     | Mikko Viitikko            |
| 6  | Finlandia (bandiera) | C     | Eemeli Virta              |
| 7  | Finlandia (bandiera) | A     | Altin Zeqiri              |
| 8  | Finlandia (bandiera) | C     | Matti Klinga              |
| 9  | Finlandia (bandiera) | A     | Vahid Hambo               |
| 10 | Kosovo (bandiera)    | C     | Valdrin Rashica           |
| 11 | Finlandia (bandiera) | A     | Jasin-Amin Assehnoun      |
| 12 | Finlandia (bandiera) | P     | Joona Tiainen             |
| 13 | Francia (bandiera)   | D     | Jean-Christophe Coubronne |
| 14 | Finlandia (bandiera) | C     | Arttu Auranen             |
| 15 | Finlandia (bandiera) | D     | Kari Arkivuo              |

| N. |                         | Ruolo | Calciatore       |
| -- | ----------------------- | ----- | ---------------- |
| 16 | Finlandia (bandiera)    | D     | Lassi Forss      |
| 18 | Finlandia (bandiera)    | C     | Teemu Jäntti     |
| 19 | Finlandia (bandiera)    | D     | Viljami Isotalo  |
| 20 | Togo (bandiera)         | C     | Henri Eninful    |
| 21 | Finlandia (bandiera)    | A     | Pyry Lampinen    |
| 22 | Finlandia (bandiera)    | C     | Matias Niuta     |
| 23 | Finlandia (bandiera)    | A     | Tim Martinen     |
| 24 | Finlandia (bandiera)    | D     | Tapio Torpo      |
| 25 | Finlandia (bandiera)    | C     | Mikko Kuningas   |
| 28 | RD del Congo (bandiera) | A     | Dimitry Imbongo  |
| 33 | Germania (bandiera)     | P     | Patrick Rakovsky |